# Suwareh Kunda
Suwareh Kunda ist eine Ortschaft im westafrikanischen Staat Gambia.
Nach einer Berechnung für das Jahr 2013 leben dort etwa 1230 Einwohner, das Ergebnis der letzten veröffentlichten Volkszählung von 1993 betrug 1185.

## Geographie
Suwareh Kunda liegt in der North Bank Region im Distrikt Lower Baddibu. Der Ort liegt rund 0,5 Kilometer nördlich der North Bank Road zwischen Kerewan und Kinteh Kunda. Kerewan liegt 1,8 Kilometer südwestlich von Suwareh Kunda.